# Landkreis Leipzig
Der Landkreis Leipzig ist ein 2008 im Rahmen der sächsischen Kreisreform gebildeter Landkreis im Nordwesten Sachsens. Er entstand durch den Zusammenschluss der zuvor bestehenden Landkreise Leipziger Land und Muldentalkreis (jeweils 1994–2008). Kreisstadt des Landkreises Leipzig ist Borna, die bevölkerungsreichste Stadt ist Grimma.

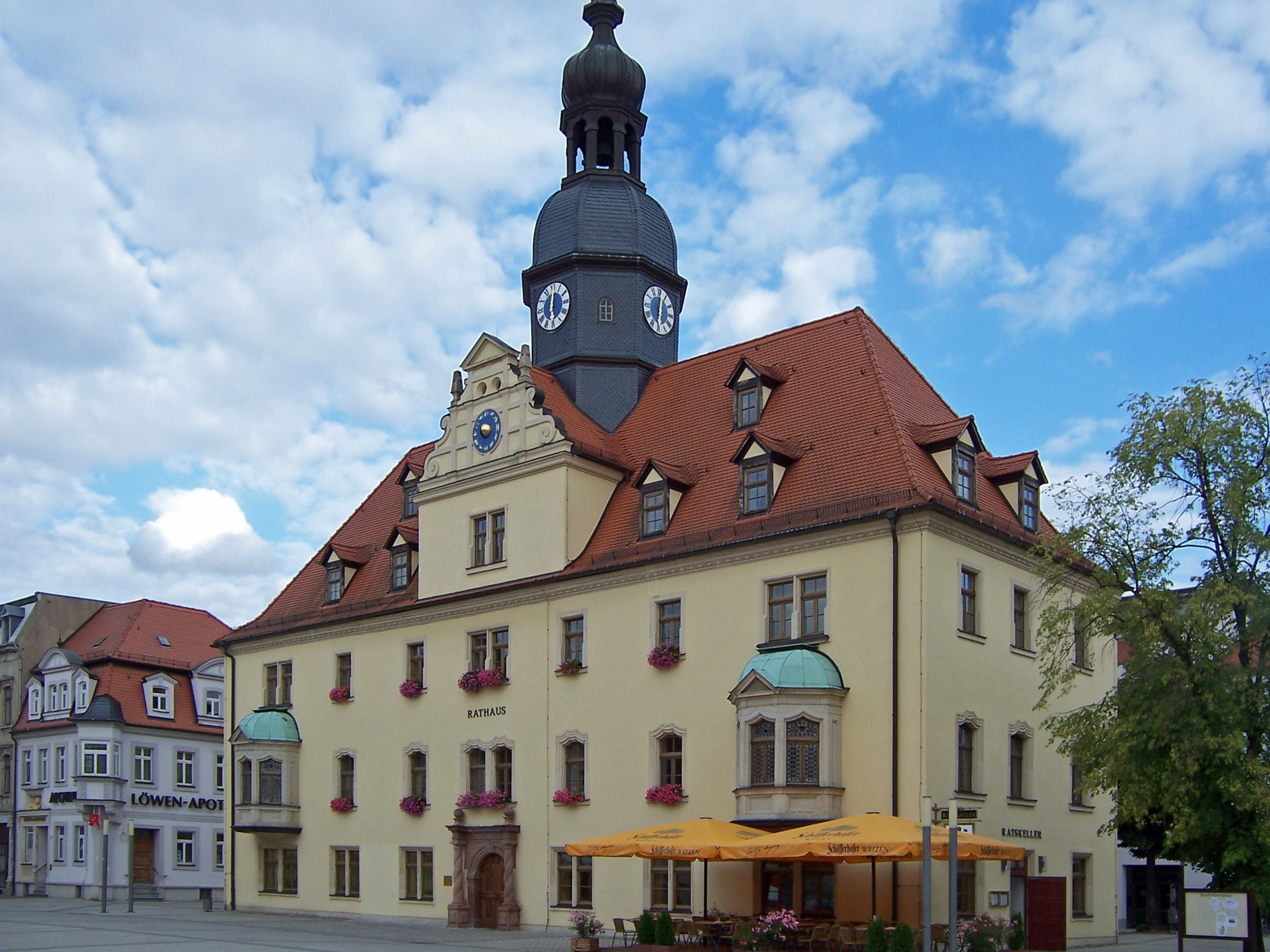
Rathaus von Borna, der drittgrößten Stadt des Kreises und Sitz der Kreisverwaltung

## Lage
Der Landkreis liegt südlich der kreisfreien Stadt Leipzig an der Grenze Sachsens zu Sachsen-Anhalt im Westen und Thüringen im Südwesten; Im Norden und Osten schließen sich der Landkreis Nordsachsen und südöstlich der Landkreis Mittelsachsen an.

## Naturraum

### Geographie
Der Landkreis befindet sich in der Leipziger Tieflandsbucht und ist ziemlich eben. Einzelne Erhebungen sind im Norden (Hohburger Berge) und im Süden des Landkreises anzutreffen. Größere Flüsse sind die Mulde, die Pleiße und die Weiße Elster. Erwähnenswert sind die vielen Seen des Leipziger Neuseenlandes im Westen des Kreises, die durch Flutungen ehemaliger Braunkohletagebaue als Bergbaufolgelandschaft entstanden sind.

### Naturschutz
Im Landkreis sind diverse Gebiete als Naturschutzgebiete (NSG), Landschaftsschutzgebiete (LSG), Flora und Fauna Habitate (FFH) und Europäische Vogelschutzgebiete (SPA) ausgewiesen.
Naturschutzgebiete:
siehe: Liste der Naturschutzgebiete im Landkreis Leipzig
Landschaftsschutzgebiete:
| Nr. SGVO (L-Nr.) | Gebietsbezeichnung                                               | Fläche (ca. ha) |
| ---------------- | ---------------------------------------------------------------- | --------------- |
| c01              | Muldental-Chemnitztal (2 Teilflächen)                            | 1.362           |
| l03              | Mittlere Mulde (Landkreis Leipzig und Nordsachsen)               | 9.647           |
| l05              | Dahlener Heide (Landkreis Leipzig und Nordsachsen)               | 17.469          |
| l06              | Hohburger Berge                                                  | 2.017           |
| l11              | Parthenaue Machern (Landkreis Leipzig und Nordsachsen)           | 4.396           |
| l14              | Großsteinberg-Ammelshain                                         | 2.574           |
| l15              | Wermsdorfer Forst (Landkreis Leipzig und Nordsachsen)            | 10.586          |
| l16              | Colditzer Forst                                                  | 4.876           |
| l17              | Pleißestausee Rötha                                              | 183             |
| l22              | Thümmlitzwald-Muldetal                                           | 11.558          |
| l29              | Kohrener Land (2 Teilflächen)                                    | 6.462           |
| l30              | Dübener Heide (2 Teilflächen; Landkreis Leipzig und Nordsachsen) | 30.000          |
| l32              | Parteaue (2 Teilflächen; Landkreis Leipzig und Stadt Leipzig)    | 9.650           |
| l37              | Schnauderaue                                                     | 468             |
| l40              | Elsteraue                                                        | 3.166           |
| l43              | Wyhraaue (2 Teilflächen)                                         | 1.507           |

Gebiete von gemeinschaftlicher Bedeutung (SCI, FFH):
| Landes- Nr. | EU-Nr.   | Gebietsbezeichnung                            | TF | Fläche FFH-Gebiet gesamt (ca. ha) |
| ----------- | -------- | --------------------------------------------- | -- | --------------------------------- |
| 65 E        | 4340-302 | Vereinigte Mulde und Muldeauen                | 8  | 5.905                             |
| 56 E        | 4542-301 | Berge um Hohburg und Dornreichenbach          | 4  | 301                               |
| 198         | 4542-302 | Lossa und Nebengewässer                       | 2  | 491                               |
| 213         | 4641-301 | Teich- und Waldgebiete um Machern und Brandis | 3  | 216                               |
| 52 E        | 4641-302 | Laubwaldgebiete zwischen Brandis und Grimma   | 4  | 389                               |
| 204         | 4644-302 | Döllnitz und Mutzschener Wasser               | 3  | 1.347                             |
| 218         | 4739-302 | Elsteraue südlich Zwenkau                     | 1  | 915                               |
| 224         | 4740-301 | Oberholz und Störmthaler Wiesen               | 2  | 198                               |
| 214         | 4741-301 | Laubwaldgebiete der oberen Partheaue          | 2  | 253                               |
| 225         | 4741-302 | Rohrbacher Teiche und Göselbach               | 1  | 191                               |
| 230         | 4840-302 | Wyhraaue und Frohburger Streitwald            | 3  | 434                               |
| 227         | 4841-301 | Laubwälder um Beucha                          | 2  | 80                                |
| 228         | 4841-302 | Bergbaufolgelandschaft Bockwitz               | 1  | 564                               |
| 237         | 4842-302 | Muldentäler oberhalb des Zusammenflusses      | 8  | 2.301                             |
| 236         | 4842-303 | Tiergarten Colditz                            | 1  | 98                                |
| 234         | 4842-304 | Kohlbach- und Ettelsbachtal                   | 1  | 144                               |
| 235         | 4842-305 | Erlbach- und Auenbachtal bei Colditz          | 1  | 433                               |
| 54 E        | 4941-302 | Stöckigt und Streitwald                       | 1  | 507                               |

## Geschichte
Bei der ersten sächsischen Kreisreform am 1. August 1994 wurde der damalige Landkreis Leipzig mit den Landkreisen Borna und Geithain zum neuen Landkreis Leipziger Land zusammengeschlossen. Zum gleichen Zeitpunkt fusionierten die beiden Landkreise Grimma und Wurzen zum neuen Muldentalkreis. Mit Wirkung vom 1. August 2008 wurden der Landkreis Leipziger Land und der Muldentalkreis zum neuen Landkreis Leipzig zusammengefügt.

## Politik

### Kreistag
Die letzte Kreistagswahl des Landkreises Leipzig fand am 9. Juni 2024 statt. Die 92 Sitze im Kreistag verteilen sich folgendermaßen auf die einzelnen Parteien:
- BSW: 7
- Linke: 5
- SPD: 11
- Grüne: 4
- FDP: 2
- UWV: 12
- CDU: 23
- AfD: 25
- FS: 3

Wahlergebnisse vergangener Wahlen
| Parteien und Wählergemeinschaften | Parteien und Wählergemeinschaften           | % 2024 | Sitze 2024 | % 2019 | Sitze 2019 | % 2014 | Sitze 2014 | % 2009 | Sitze 2009 |
| --------------------------------- | ------------------------------------------- | ------ | ---------- | ------ | ---------- | ------ | ---------- | ------ | ---------- |
| AfD                               | Alternative für Deutschland                 | 27,2   | 25         | 21,4   | 19         | 2,7    | 2          | —      | —          |
| CDU                               | Christlich Demokratische Union Deutschlands | 25,0   | 23         | 23,3   | 20         | 35,1   | 34         | 33,2   | 32         |
| UWV                               | Unabhängige Wählervereinigung               | 13,1   | 12         | 16,4   | 14         | 15,0   | 14         | 13,2   | 12         |
| SPD                               | Sozialdemokratische Partei Deutschlands     | 11,6   | 11         | 13,5   | 12         | 16,2   | 15         | 17,3   | 16         |
| BSW                               | Bündnis Sahra Wagenknecht                   | 7,2    | 7          | –      | –          | –      | –          | –      | –          |
| LINKE                             | Die Linke                                   | 6,0    | 5          | 13,3   | 11         | 19,2   | 18         | 18,4   | 18         |
| GRÜNE                             | Bündnis 90/Die Grünen                       | 4,1    | 4          | 6.7    | 6          | 3,1    | 2          | 3,1    | 3          |
| FS                                | Freie Sachsen                               | 3,5    | 3          | –      | –          | –      | –          | –      | –          |
| FDP                               | Freie Demokratische Partei                  | 2,3    | 2          | 5,5    | 4          | 4,8    | 4          | 7,0    | 6          |
| NPD                               | Nationaldemokratische Partei Deutschlands   | –      | –          | —      | —          | 4,0    | 3          | 4,7    | 4          |
| BfB                               | Bürger für Borna                            | –      | –          | —      | —          | —      | —          | 2,1    | 1          |
| Gesamt                            | Gesamt                                      | 100    | 92         | 100    | 86         | 100    | 92         | 100    | 92         |
| Wahlbeteiligung                   | Wahlbeteiligung                             | 68,4 % | 68,4 %     | 61,3 % | 61,3 %     | 48,2 % | 48,2 %     | 49,1 % | 49,1 %     |

### Landrat
Am 8. Juni 2008 fand die erste Landratswahl im Landkreis Leipzig statt. Da keiner der vier Kandidaten die erforderliche Mehrheit erringen konnte, wurde am 22. Juni 2008 eine Stichwahl durchgeführt, bei der sich Gerhard Gey (CDU) mit 57,0 % der Stimmen gegen die Mitbewerberin Petra Köpping (SPD, 43 %) durchsetzen konnte. Er ist somit erster Landrat des neu gebildeten Landkreises. Zu Geys Nachfolger als Landrat wurde am 7. Juni 2015 im ersten Wahlgang Henry Graichen gewählt.
| Bewerber fett: Amtsinhaber            | Vorschlag                            | Stimmen                              | Anteil in %                          | gewählt                              | Stimmen                               | Anteil in %                           | gewählt                               |
| erster Wahlgang                       | erster Wahlgang                      | erster Wahlgang                      | erster Wahlgang                      | erster Wahlgang                      | zweiter Wahlgang [Anm. 1]             | zweiter Wahlgang [Anm. 1]             | zweiter Wahlgang [Anm. 1]             |
| 12. Juni 2022 Wahlbeteiligung: 45,9 % |                                      |                                      |                                      |                                      |                                       |                                       |                                       |
| Henry Graichen                        | CDU                                  | 67.742                               | 69,9                                 | ×                                    |                                       |                                       |                                       |
| Jörg Dornau                           | AfD                                  | 18.786                               | 19,4                                 |                                      |                                       |                                       |                                       |
| Denny Trölenberg                      | Die Linke                            | 10.373                               | 10,7                                 |                                      |                                       |                                       |                                       |
| 7. Juni 2015 Wahlbeteiligung: 39,6 %  |                                      |                                      |                                      |                                      |                                       |                                       |                                       |
| Henry Graichen                        | CDU                                  | 53.726                               | 64,3                                 | ×                                    |                                       |                                       |                                       |
| Enrico Stange                         | Die Linke                            | 14.663                               | 17,5                                 |                                      |                                       |                                       |                                       |
| Jörg Weise                            | SPD                                  | 9.740                                | 11,7                                 |                                      |                                       |                                       |                                       |
| Alexander Schmidt                     | Grüne                                | 5.439                                | 6,5                                  |                                      |                                       |                                       |                                       |
| 8. Juni 2008 Wahlbeteiligung: 48,3 %  | 8. Juni 2008 Wahlbeteiligung: 48,3 % | 8. Juni 2008 Wahlbeteiligung: 48,3 % | 8. Juni 2008 Wahlbeteiligung: 48,3 % | 8. Juni 2008 Wahlbeteiligung: 48,3 % | 22. Juni 2008 Wahlbeteiligung: 36,0 % | 22. Juni 2008 Wahlbeteiligung: 36,0 % | 22. Juni 2008 Wahlbeteiligung: 36,0 % |
| Gerhard Gey                           | CDU                                  | 52.776                               | 48,2                                 | keiner: 2. Wahlgang nötig            | 47.365                                | 57,0                                  | ×                                     |
| Kerstin Köditz                        | Die Linke                            | 12.327                               | 11,3                                 | keiner: 2. Wahlgang nötig            | nicht angetreten                      | nicht angetreten                      | nicht angetreten                      |
| Petra Köpping                         | SPD                                  | 39.377                               | 36,0                                 | keiner: 2. Wahlgang nötig            | 35.729                                | 43,0                                  |                                       |
| Christoph Waitz                       | FDP                                  | 4.983                                | 4,6                                  | keiner: 2. Wahlgang nötig            | nicht angetreten                      | nicht angetreten                      | nicht angetreten                      |

[Anm. 1] Ein zweiter Wahlgang wird nur nötig, wenn kein Kandidat aus dem ersten Wahlgang die absolute Mehrheit erzielt hat und damit direkt gewählt ist. Im zweiten Wahlgang ist die relative Mehrheit für die Wahl zum Landrat ausreichend. Bewerber, die im ersten Wahlgang antreten, können vor dem zweiten Wahlgang ihre Kandidaturen zurückziehen. Ein zweiter Wahlgang wurde bisher 2008 nötig.

### Wappen
Blasonierung: „Unter silbernem Schildhaupt, darin drei blaue Wellenbalken, gespalten von Blau und Grün; vorn eine goldene Burg: über einer Zinnenmauer mit Tor ein Zinnenturm. hinten ein silberner Göpel begleitet von drei goldenen vierblättrigen Blüten.“
Zur Gestaltung des Wappens des neugebildeten Kreises wurde ein Wettbewerb durchgeführt. Im November 2008 wurde ein Entwurf zum Sieger gekürt, der einen Löwen auf blauem Grund, umrahmt von fünf Sternen vorsah. In Diskussionen wurde darauf hingewiesen, dass dieser Entwurf nur einen kleinen Teil des neuen Kreises repräsentiere und zudem die Verwechslungsgefahr mit vorhandenen Wappen bestehe. Am 3. Juni 2009 beschloss der Kreistag mit großer Mehrheit einen anderen Entwurf, der von dem Heraldiker Ulrich Hellem aus Halle (Saale) stammt und am 30. Oktober 2009 durch die Landesdirektion Leipzig genehmigt wurde.
Das Wappen des Landkreises Leipzig ist dreiteilig. Es verbindet drei heraldische Motive, welche für die drei den neuen Landkreis Leipzig kulturell und wirtschaftlich prägenden Regionen stehen.
- Im Schildhaupt symbolisieren drei blaue Wellenlinien das Leipziger Neuseenland, die im Zuge der Rekultivierung und Renaturierung der ehemaligen Tagebaurestlöcher neu entstehende und zum im Mitteldeutschen Seenland zählende Landschaft südlich von Leipzig.

- Die Burg in der (heraldisch) rechten Schildhälfte verweist auf die Burg Gnandstein des zur Stadt Kohren-Sahlis gehörenden gleichnamigen Ortsteils. Die Burg gilt als Sachsens besterhaltene romanische Wehranlage und ist das Aushängeschild der Tourismus-Region Kohrener Land.

- Für den östlichen Kreisteil steht die heraldisch linke Schildhälfte, in der der Zusammenfluss von Zwickauer und Freiberger Mulde durch einen silbernen Göpel auf grünem Grund dargestellt wird. Es ist das in geringfügig variierter Form übernommene Wappenbild des vormaligen Muldentalkreises, begleitet von goldenen Blüten, die wiederum als Anspielung auf dessen Vorgängerkreise standen.[13]

## Wirtschaft und Infrastruktur
Im Zukunftsatlas 2016 belegte der Landkreis Leipzig Platz 328 von 402 Landkreisen, Kommunalverbänden und kreisfreien Städten in Deutschland und zählt damit zu den Regionen mit „Zukunftsrisiken“. Im Zukunftsatlas 2019 belegt der Landkreis einen leicht verbesserten Rang 313, ihm werden nur noch „leichte Zukunftsrisiken“ zugesprochen.
Im Dezember 2012 beschlossen die Stadt Leipzig, die Landkreise Leipzig und Nordsachsen sowie die IHK zu Leipzig, die gemeinsame WRL Wirtschaftsförderung Region Leipzig GmbH zu gründen.

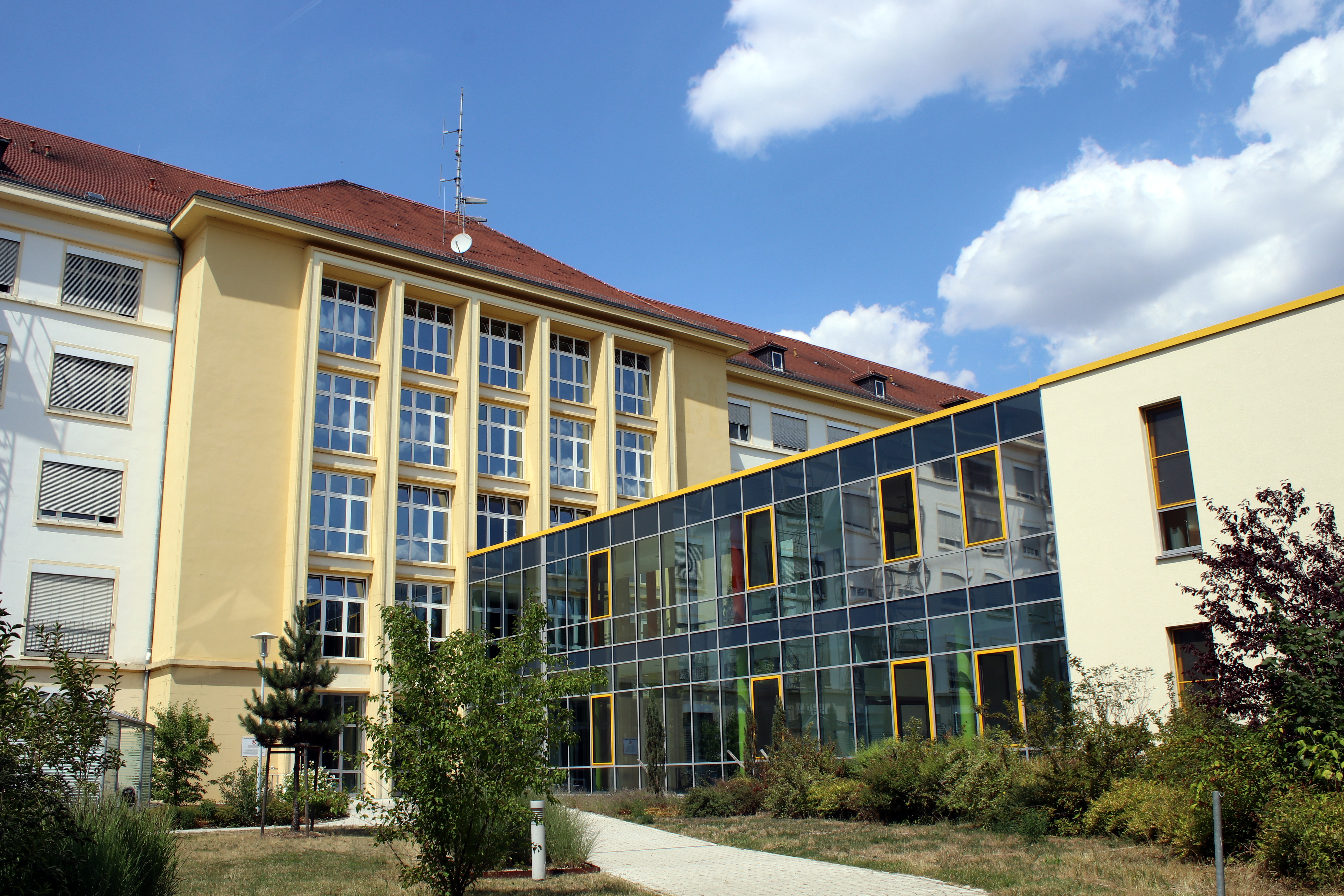
Sana Klinikum Borna

### Gesundheitswirtschaft

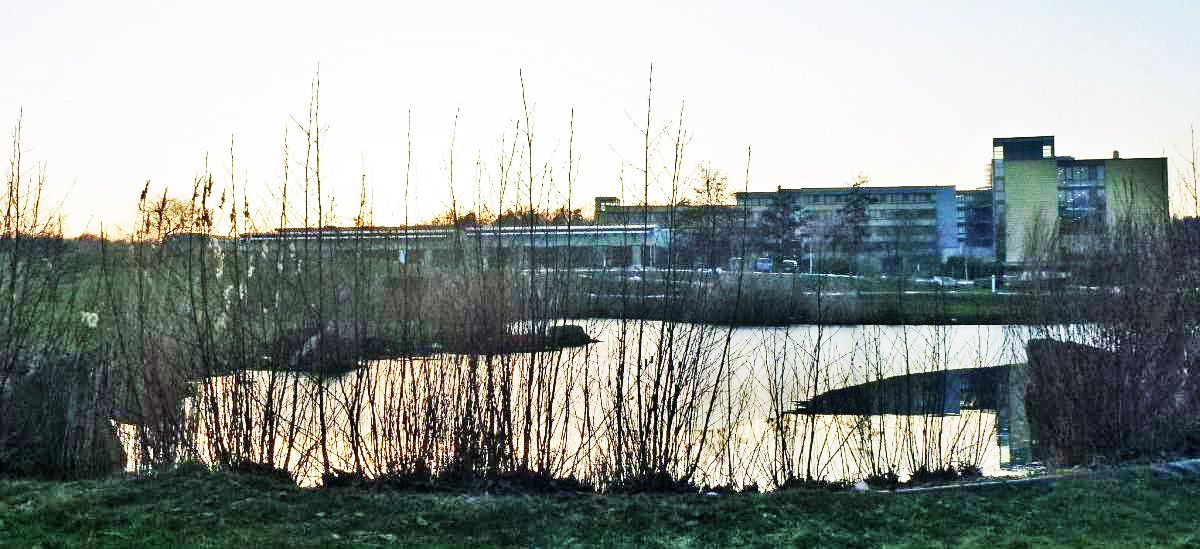
Neurologisches Rehabilitationszentrum in Bennewitz

Im Landkreis gibt es vier Krankenhäuser der Regelversorgung, und zwar die beiden privaten Kliniken Leipziger Land, bestehend aus der Klinik Borna (mit zertifizierter Stroke Unit für Schlaganfallpatienten, Brust- und Darmzentrum) und der Klinik Zwenkau (baulich mit dem Helios-Geriatriezentrum verbunden) sowie den beiden Muldentalkliniken in Grimma und Wurzen in der Trägerschaft des Landkreises. Daneben arbeiten das Fachkrankenhaus für Neurologie und Psychiatrie in Zschadraß mit der Diakonie als Träger und das Neurologische Rehabilitationszentrum in Bennewitz mit 40 Akutbetten in der Hand der privaten Michels Kliniken. Die Michels Kliniken sind auch der Träger der Sachsenklinik in der Kurstadt Bad Lausick, einer Rehabilitationsklinik für Orthopädie, Neurologie und Psychosomatik. Die Kurstadt beherbergt mit der Median Klinik eine weitere private Rehabilitationsklinik, und zwar für Herz-Kreislauf-Erkrankungen und Orthopädie. Im nördlich gelegenen Naunhof befindet sich die Sachsen-Klinik (mit Bindestrich!) Naunhof, eine Rehabilitationsklinik für Erkrankungen des Stütz- und Bewegungsapparates. Das Fachklinikum Brandis ist eine Rehabilitationsklinik für Orthopädie, Rheumatologie, Psychosomatik und Neurologie. 2010 wählte der Freistaat drei Modellregionen für die geriatrische Versorgung in Sachsen aus, darunter das Versorgungsnetzwerk Gerinet Leipzig-Süd (Helios-Kliniken).
Mit dem 1963 gegründeten Ausrüster für HNO-Ärzte dantschke MEDIZINTECHNIK mit Sitz in Markkleeberg und der ESA Elektroschaltanlagen Grimma GmbH als Ausrüster von Krankenhäusern und medizinisch genutzten Einrichtungen mit Schaltanlagen und Baugruppen zur kompletten Stromversorgung sind zwei Medizintechnik-Unternehmen im Landkreis ansässig.

### Verkehr

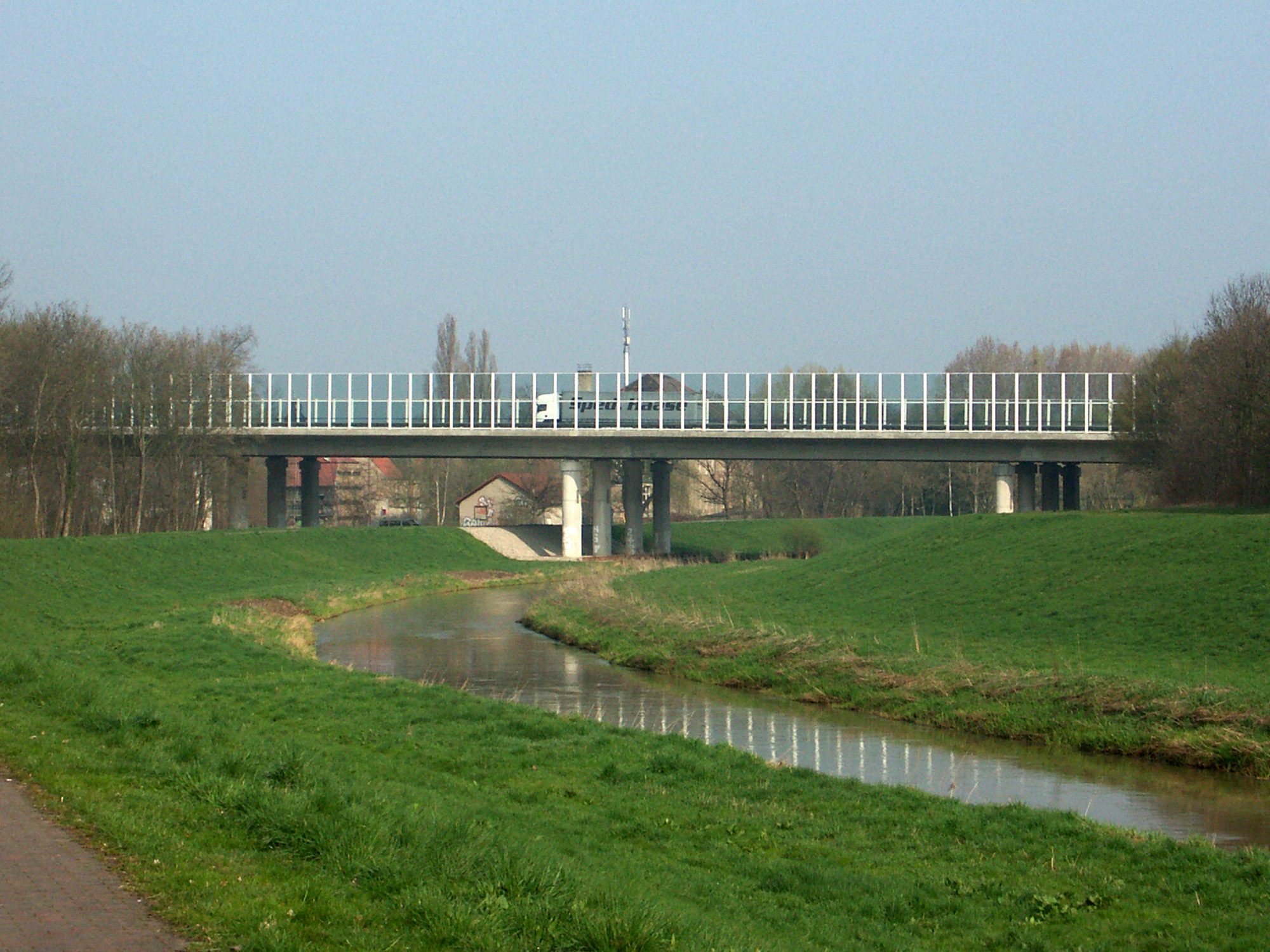
A38-Brücke über die Pleiße bei Gaschwitz

Als wichtige Verkehrswege im Landkreis zählen die Bundesautobahnen 9, 14, 38 und 72 sowie die Bundesstraßen 2, 6, 7, 93, 95, 107, 175, 176 und die 186. Als wichtiger Verkehrsknotenpunkt ist das Autobahndreieck Parthenaue zu erwähnen. Die Verlängerung der A 72 von Chemnitz bis Leipzig befindet sich im Bau.
Durch das Kreisgebiet verlaufen die Eisenbahnstrecken Leipzig–Riesa–Dresden, Leipzig–Döbeln–Coswig, Neukieritzsch–Geithain–Chemnitz, Leipzig–Geithain, Leipzig–Altenburg–Zwickau/Hof, Leipzig–Zeitz–Gera und Leipzig–Großkorbetha(–Weißenfels).
Seit der Eröffnung des Leipziger City-Tunnels verbinden die Linien der S-Bahn Mitteldeutschland den Landkreis umsteigefrei mit der Leipziger Innenstadt. Es gibt außerdem Direktverbindungen zur Leipziger Messe, zum Flughafen Leipzig/Halle und zum Hauptbahnhof Halle. Die nächstgelegenen Fernbahnhöfe sind Leipzig Hauptbahnhof und Riesa.
Die Weiße Elster und die Mulde, die durch den Landkreis führen, sind nicht schiffbar.

## Städte und Gemeinden

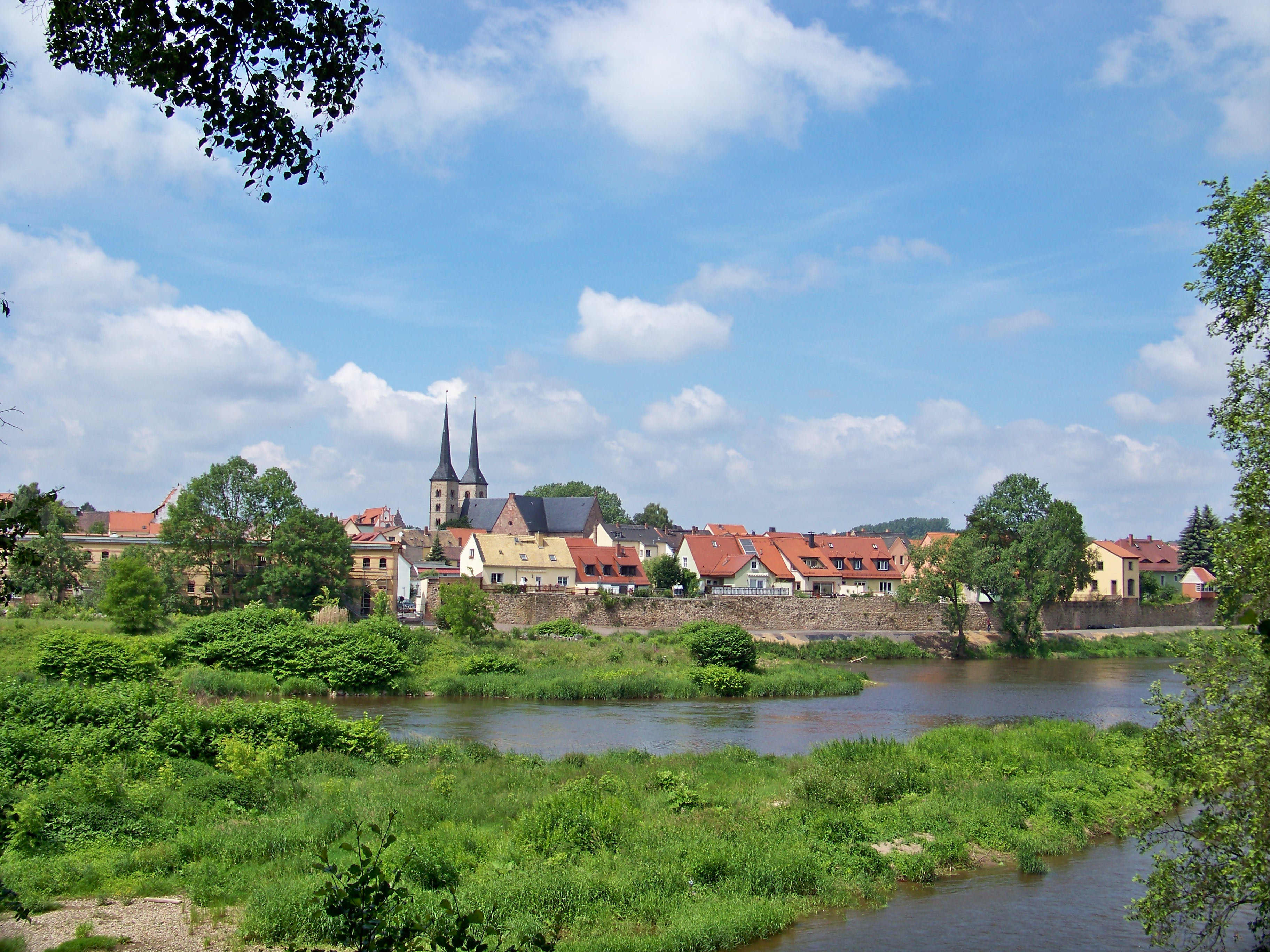
Grimma, die größte Stadt des Kreises
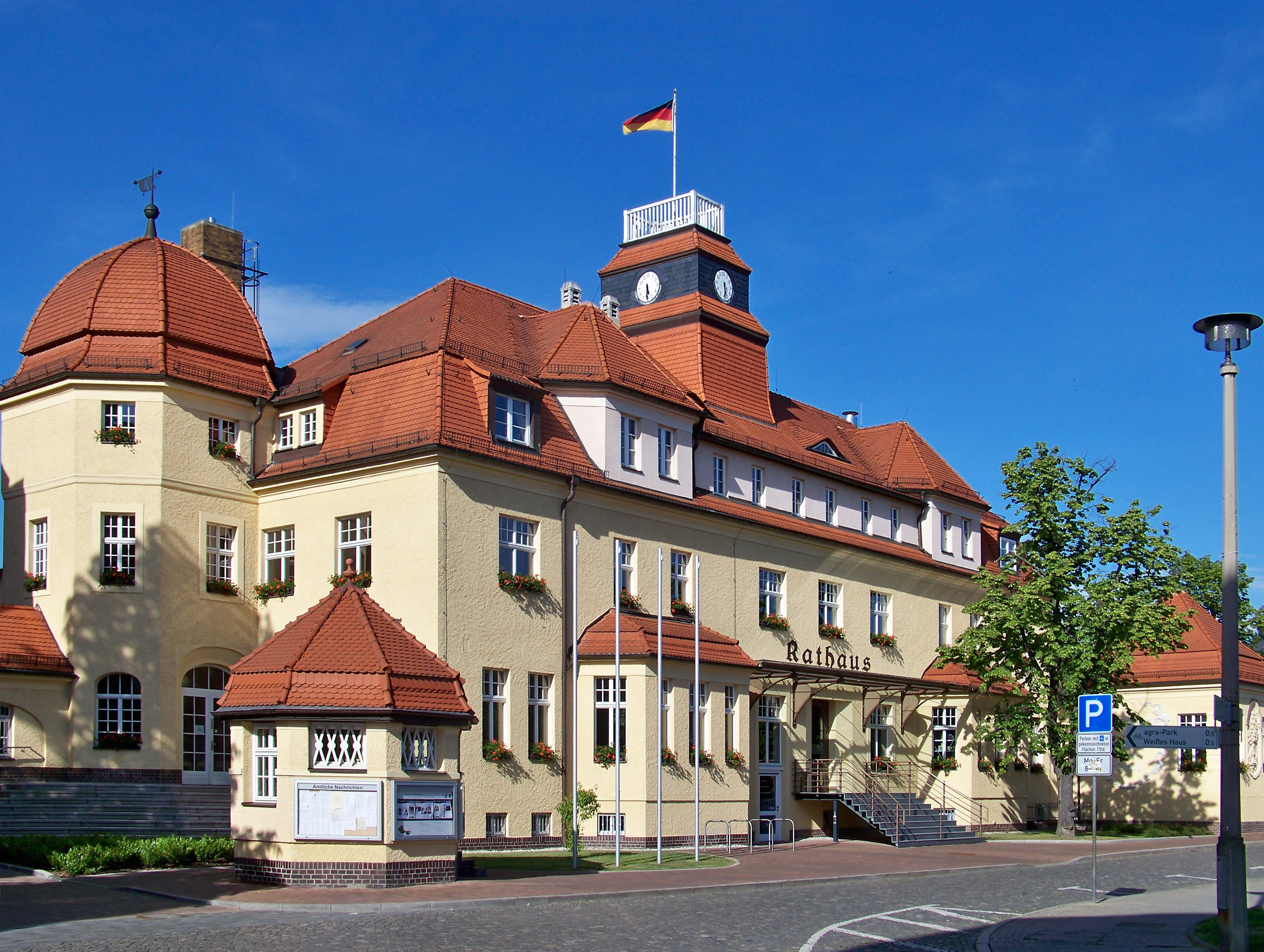
Rathaus von Markkleeberg, der zweitgrößten Stadt
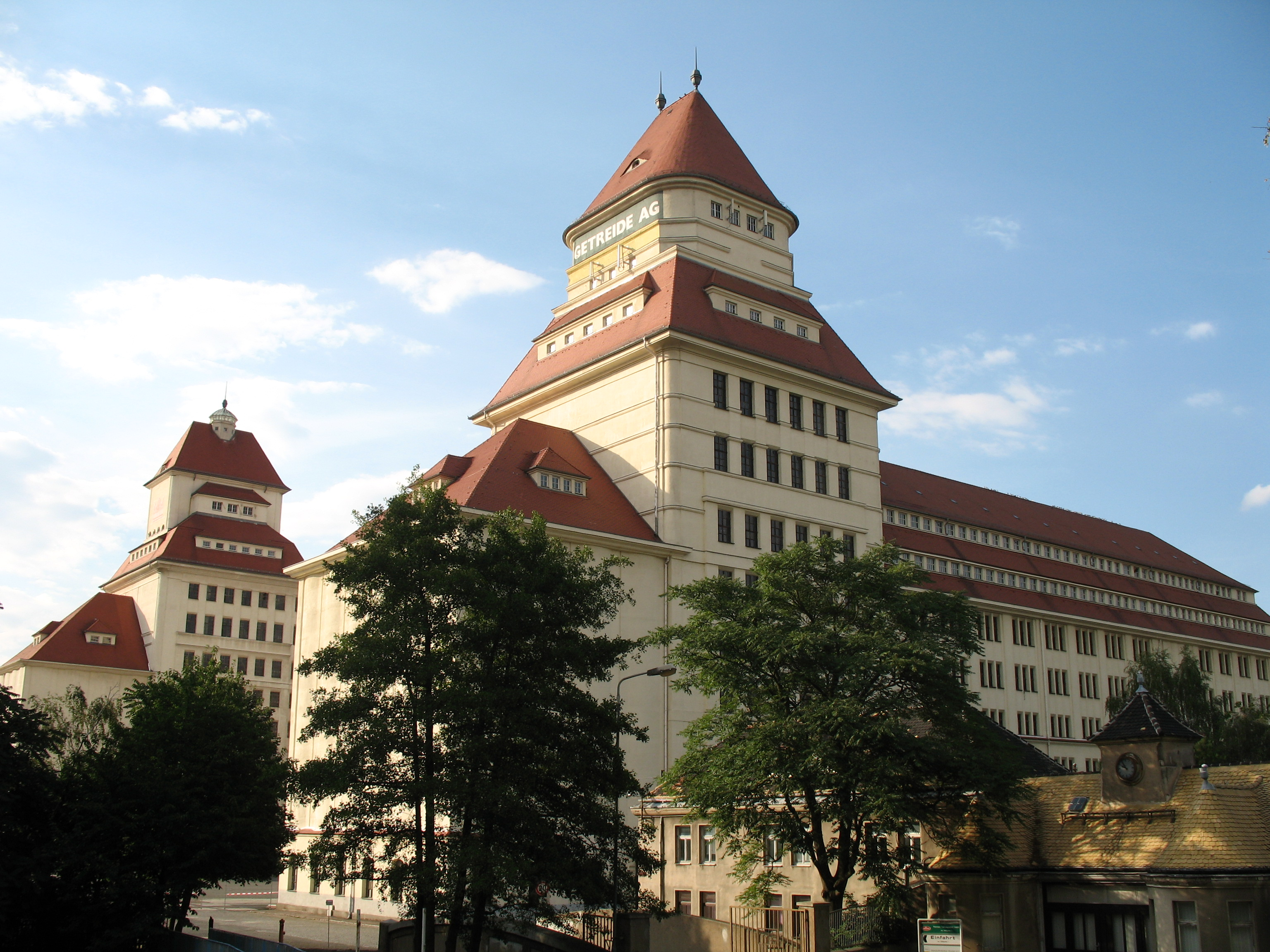
Mühlenwerke in Wurzen, der viertgrößten Stadt
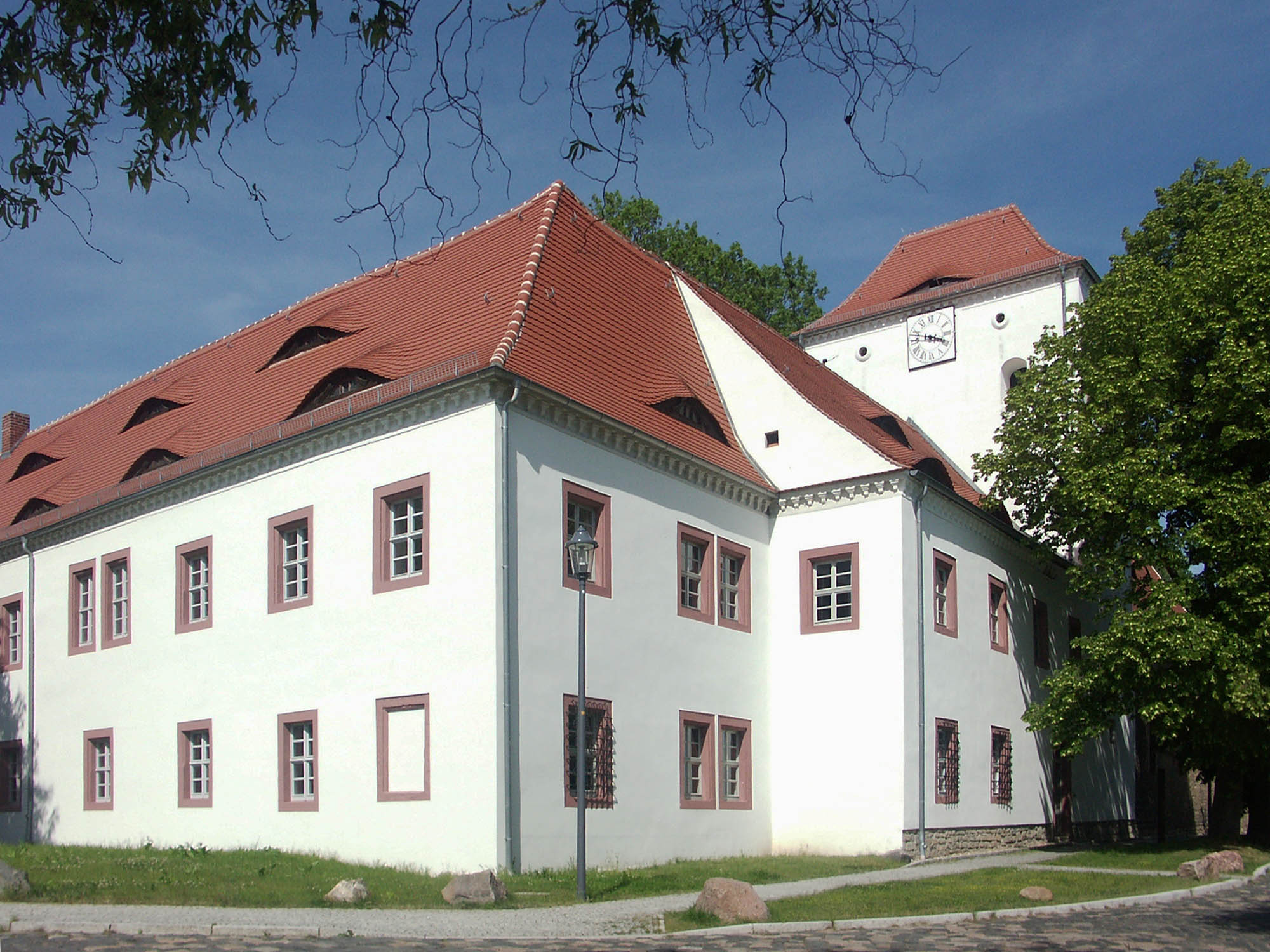
Das Altranstädter Schloss in Markranstädt, der fünftgrößten Stadt
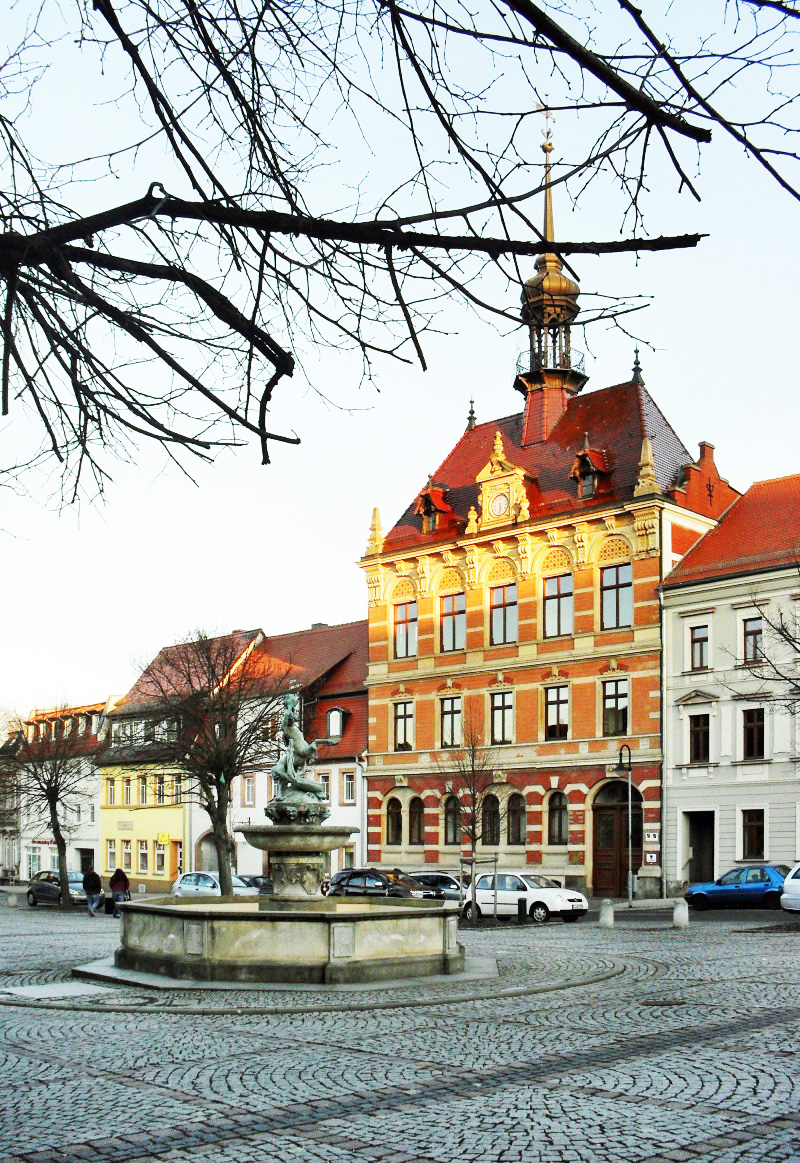
Rathaus und Centaurenbrunnen in Frohburg, der sechstgrößten Stadt
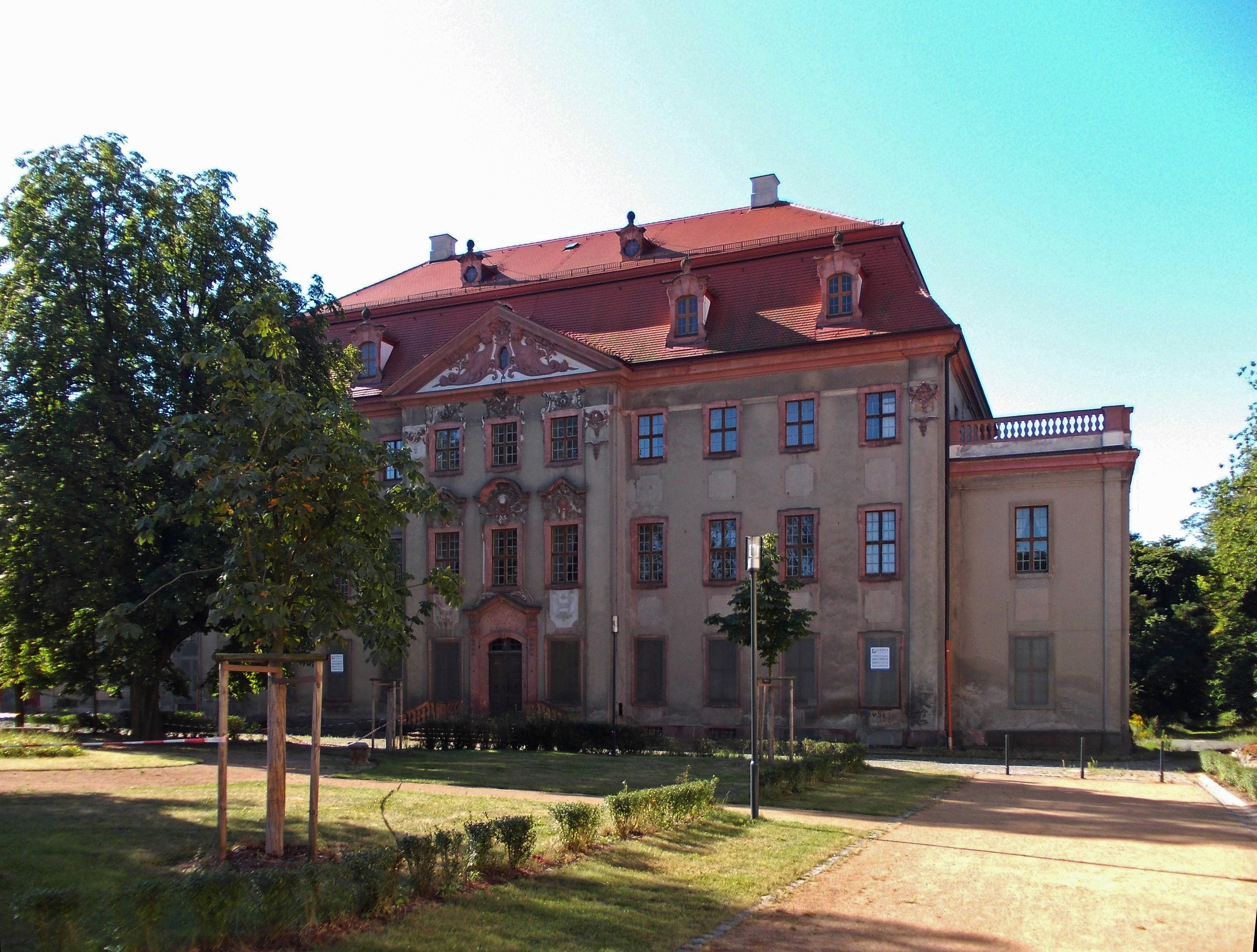
Schloss in Brandis, der siebtgrößten Stadt
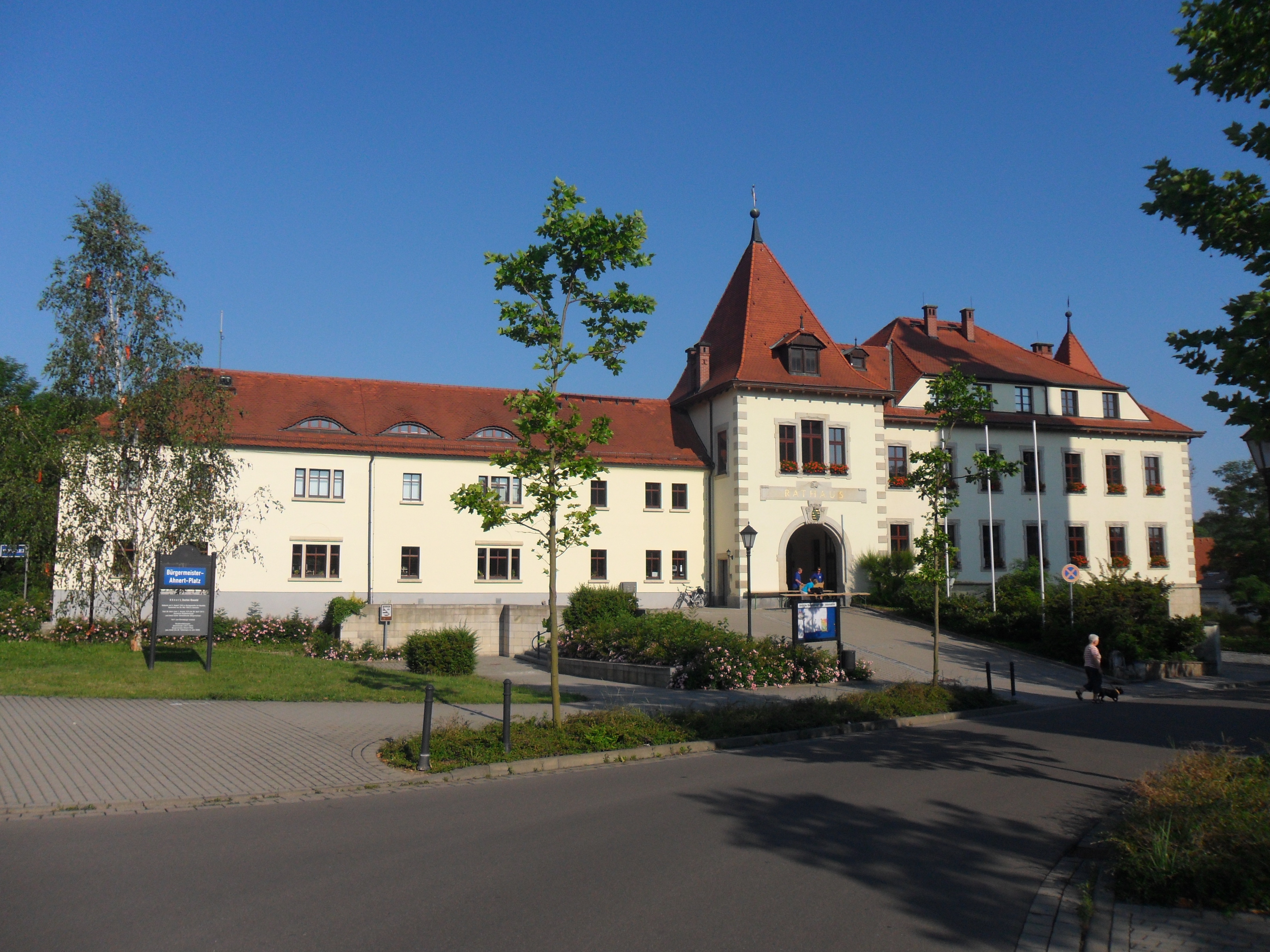
Rathaus von Zwenkau, der achtgrößten Stadt

(Einwohnerzahlen vom 31. Dezember 2023)
| Große Kreisstädte 1. Borna, Kreisstadt (19.842) 2. Geithain (6942) 3. Grimma (27.740) 4. Markkleeberg (25.372) 5. Wurzen (16.214) | Sonstige Städte 1. Bad Lausick (8055) 2. Böhlen (6827) 3. Brandis (9744) 4. Colditz (8377) 5. Frohburg (12.227) 6. Groitzsch (7502) 7. Kitzscher (5023) 8. Markranstädt (16.212) 9. Naunhof (8786) 10. Pegau (6533) 11. Regis-Breitingen (3836) 12. Rötha (6617) 13. Trebsen/Mulde (3735) 14. Zwenkau (9260) | Gemeinden 1. Belgershain (3461) 2. Bennewitz (5142) 3. Borsdorf (8209) 4. Elstertrebnitz (1257) 5. Großpösna (5562) 6. Lossatal (6124) 7. Machern (6590) 8. Neukieritzsch (7099) 9. Otterwisch (1357) 10. Parthenstein (3538) 11. Thallwitz (3523) |

Verwaltungsgemeinschaften
- Verwaltungsgemeinschaft Bad Lausick mit den Mitgliedsgemeinden Bad Lausick und Otterwisch
- Verwaltungsgemeinschaft Naunhof mit den Mitgliedsgemeinden Belgershain, Naunhof und Parthenstein
- Verwaltungsgemeinschaft Pegau mit den Mitgliedsgemeinden Elstertrebnitz und Pegau

Eingemeindungen seit Bestehen
- Auflösung der Gemeinde Eulatal – Eingemeindung nach Frohburg (1. Januar 2009)
- Auflösung der Gemeinde Großbothen – Eingemeindung nach Grimma und Colditz (1. Januar 2011)
- Auflösung der Gemeinde Thümmlitzwalde – Eingemeindung nach Grimma und Colditz (1. Januar 2011)
- Auflösung der Gemeinde Zschadraß – Eingemeindung nach Colditz (1. Januar 2011)
- Auflösung der Gemeinde Mutzschen – Eingemeindung nach Grimma (1. Januar 2012)
- Auflösung der Gemeinde Kitzen – Eingemeindung nach Pegau (1. Januar 2012)
- Auflösung der Gemeinden Falkenhain und Hohburg – Zusammenschluss zu Lossatal (1. Januar 2012)
- Auflösung der Gemeinde Deutzen – Eingemeindung nach Neukieritzsch (1. Juli 2014)
- Auflösung der Gemeinde Espenhain – Eingemeindung nach Rötha (1. August 2015)
- Auflösung der Gemeinde Narsdorf – Eingemeindung nach Geithain (1. Juli 2017)
- Auflösung der Gemeinde und Stadt Kohren-Sahlis – Eingemeindung nach Frohburg (1. Januar 2018)

## Statistische Daten für den Landkreis

### Bevölkerung
| Jahr | Einwohner |
| ---- | --------- |
| 2008 | 271.863   |
| 2010 | 267.410   |
| 2015 | 258.408   |
| 2020 | 258.333   |
| 2021 | 258.008   |
| 2022 | 257.763   |

Stand: 31. Dezember des jeweiligen Jahres
- Nach den Eingemeindungen von Thümmlitzwalde und Teilen von Großbothen am 1. Januar 2011 sowie von Mutzschen am 1. Januar 2012 ist die Große Kreisstadt Grimma die bevölkerungsreichste Stadt des Landkreises, zuvor war dies Markkleeberg.
- Die niedrigste Einwohnerzahl hat die Gemeinde Elstertrebnitz.

### Fläche
- Die flächenmäßig größte Ausdehnung hat die Große Kreisstadt Grimma mit 217 km².
- Elstertrebnitz ist mit 11,66 km² Fläche die flächenmäßig kleinste Gemeinde des Landkreises.
- Die Stadt Grimma hat mit insgesamt 65 die meisten Ortsteile.

### Höhenlage
- Die höchstgelegene Gemeinde ist Narsdorf mit 252 m ü. NN.
- Mit 110 m ü. NN. liegt die Gemeinde Thallwitz am niedrigsten.

## Kfz-Kennzeichen
Am 1. August 2008 wurde dem Landkreis das seit dem 1. Januar 1991 für den damaligen Landkreis und die kreisfreie Stadt Leipzig gültige Unterscheidungszeichen L zugewiesen.
Aufgrund der Mehrfachverwendung des Unterscheidungszeichens L sind nur Erkennungsnummern von U 1 bis Z 9999 und von UA 1 bis ZZ 9999 möglich.
Seit dem 9. November 2012 sind durch die Kennzeichenliberalisierung zudem die Unterscheidungszeichen BNA (Borna), GHA (Geithain), GRM (Grimma), MTL (Muldental) und WUR (Wurzen) erhältlich.